# Saman Fallah
Saman Fallah (en persan : سامان فلاح), né le 12 mai 2001 à Sari en Iran, est un footballeur international iranien. Il joue actuellement au poste de défenseur central au Esteghlal FC.

## Biographie

### En club
Né à Sari en Iran, Saman Fallah est formé par le Moghavemat Tehran F.C. (en) avant de rejoindre le Paykan FC, où il débute en professionnel, jouant son premier match le 30 décembre 2020 face au Naft Masjed Soleyman F.C. (en), en championnat. Il est titularisé et son équipe s'incline par un but à zéro.
En juillet 2023, Saman Fallah rejoint le Gol Gohar Sirjan FC. Il joue son premier match sous ses nouvelles couleurs le 24 août 2023, lors d'une rencontre de championnat face au Nassaji Mazandaran FC. Il est titularisé et son équipe s'impose par un but à zéro.

### En sélection
Saman Fallah est retenu avec l'équipe nationale d'Iran pour participer à la coupe d'Asie des nations en 2023. 
Il honore sa première sélection avec l'Iran le 21 mars 2024, face au Turkménistan. Il entre en jeu et son équipe s'impose sur le score de cinq buts à zéro.